# Wyścig Mjr. Hubala-Sante Tour 2019
La 14.ª edición de la Wyścig Mjr. Hubala-Sante Tour (en español: Carrera del mayor Hubala-Sante Tour) se celebró entre el 31 de mayo y el 2 de junio de 2019 con inicio en la ciudad de Poświętne y final en la ciudad de Końskie en Polonia.
La carrera hizo parte del circuito UCI Europe Tour 2019 dentro de la categoría 2.1 y fue ganada por el ciclista polaco Maciej Paterski del equipo Wibatech Merx 7R. El podio lo completaron los también polacos Grzegorz Stępniak, igualmente del equipo Wibatech Merx 7R y Stanisław Aniołkowski del equipo CCC Development.

## Equipos participantes
Tomaron la partida un total de 15 equipos, de los cuales 14 fueron equipos de categoría continental y la selección nacional de Polonia, quienes conformaron un pelotón de 95 ciclistas de los cuales terminaron 73. Los equipos participantes fueron:
| Equipos continentales (14)- Voster ATS Team - Wibatech Merx - CCC Development Team - Hurom BDC Development - Dukla Banská Bystrica - Astana City - Lotto-Kern-Haus - D'Amico-UM Tools - Massi Vivo-Grupo Oresy - Sangemini-Trevigiani-MG.Kvis - SwiftCarbon Pro Cycling - Pardus-Tufo Prostejov - Minsk Cycling Club - Sport.Land. Niederösterreich Selle SMP-St Rich Bikewear Equipo nacional- Polonia |
| |

## Etapas
| Etapa       | Fecha     | Recorrido                    | type                    | Distancia (km) | Ganador           | Líder             |
| ----------- | --------- | ---------------------------- | ----------------------- | -------------- | ----------------- | ----------------- |
| 1.ª etapa   | 31 de may | Poświętne – Opoczno          | etapa escarpada         | 180,3          | Grzegorz Stępniak | Grzegorz Stępniak |
| 2.ª etapa a | 1 de jun  | Busko-Zdrój – Busko-Zdrój    | contrarreloj individual | 5              | Szymon Tracz      | Grzegorz Stępniak |
| 2.ª etapa b | 1 de jun  | Morawica – Kazimierza Wielka | etapa escarpada         | 120,1          | Maciej Paterski   | Grzegorz Stępniak |
| 3.ª etapa   | 2 de jun  | Radoszyce – Końskie          | etapa escarpada         | 151            | Maciej Paterski   | Maciej Paterski   |

## Desarrollo de la carrera

### 1.ª etapa
| Poświętne - Opoczno | etapa escarpada | (180,3 km) |

| \| Clasificación de la etapa \| Clasificación de la etapa \| Clasificación de la etapa \| Clasificación de la etapa \| Clasificación de la etapa \| \| Ciclista \| Ciclista \| Equipo \| Tiempo \| \| \| ------------------------- \| ------------------------- \| ---------------------------- \| ------------------------- \| ------------------------- \| \| 1.º \| Grzegorz Stępniak \| Wibatech Merx \| 3 h 53 min 08 s \| \| \| 2.º \| Sylwester Janiszewski \| Voster ATS Team \| + 0 s \| \| \| 3.º \| Maciej Paterski \| Wibatech Merx \| + 0 s \| \| \| 4.º \| Adrian Banaszek \| Voster ATS Team \| + 0 s \| \| \| 5.º \| Kamil Zieliński \| Hurom BDC Development \| + 0 s \| \| \| 6.º \| Roman Maikin \| Minsk Cycling Club \| + 0 s \| \| \| 7.º \| Stephen Bradbury \| SwiftCarbon Pro Cycling \| + 0 s \| \| \| 8.º \| Robert Kessler \| Team Lotto-Kern Haus \| + 0 s \| \| \| 9.º \| Leonardo Bonifazio \| Sangemini-Trevigiani-MG.Kvis \| + 0 s \| \| \| 10.º \| Jacopo Mosca \| D'Amico UM Tools \| + 0 s \| \| |                       |                              |                 |
| |                       |                              |                 |
| Fuente: ProCyclingStats |                       |                              |                 |
| Clasificación de la etapa |                       |                              |                 |
| Ciclista | Ciclista              | Equipo                       | Tiempo          |
| 1.º | Grzegorz Stępniak     | Wibatech Merx                | 3 h 53 min 08 s |
| 2.º | Sylwester Janiszewski | Voster ATS Team              | + 0 s           |
| 3.º | Maciej Paterski       | Wibatech Merx                | + 0 s           |
| 4.º | Adrian Banaszek       | Voster ATS Team              | + 0 s           |
| 5.º | Kamil Zieliński       | Hurom BDC Development        | + 0 s           |
| 6.º | Roman Maikin          | Minsk Cycling Club           | + 0 s           |
| 7.º | Stephen Bradbury      | SwiftCarbon Pro Cycling      | + 0 s           |
| 8.º | Robert Kessler        | Team Lotto-Kern Haus         | + 0 s           |
| 9.º | Leonardo Bonifazio    | Sangemini-Trevigiani-MG.Kvis | + 0 s           |
| 10.º | Jacopo Mosca          | D'Amico UM Tools             | + 0 s           |

| \| Clasificación general \| Clasificación general \| Clasificación general \| Clasificación general \| Clasificación general \| \| Ciclista \| Ciclista \| Equipo \| Tiempo \| \| \| --------------------- \| --------------------- \| ------------------------------------------------------- \| --------------------- \| --------------------- \| \| 1.º \| Grzegorz Stępniak \| Wibatech Merx \| 3 h 52 min 58 s \| \| \| 2.º \| Maciej Paterski \| Wibatech Merx \| + 3 s \| \| \| 3.º \| Sylwester Janiszewski \| Voster ATS Team \| + 4 s \| \| \| 4.º \| Jacopo Mosca \| D'Amico UM Tools \| + 6 s \| \| \| 5.º \| Michał Paluta \| CCC Development \| + 7 s \| \| \| 6.º \| Leonardo Bonifazio \| Sangemini-Trevigiani-MG.Kvis \| + 8 s \| \| \| 7.º \| Stanisław Aniołkowski \| CCC Development \| + 8 s \| \| \| 8.º \| Marvin Hammerschmid \| Sport.Land. Niederösterreich Selle SMP-St Rich Bikewear \| + 9 s \| \| \| 9.º \| Adrian Banaszek \| Voster ATS Team \| + 10 s \| \| \| 10.º \| Kamil Zieliński \| Hurom BDC Development \| + 10 s \| \| |                       |                                                         |                 |
| |                       |                                                         |                 |
| Fuente: ProCyclingStats |                       |                                                         |                 |
| Clasificación general |                       |                                                         |                 |
| Ciclista | Ciclista              | Equipo                                                  | Tiempo          |
| 1.º | Grzegorz Stępniak     | Wibatech Merx                                           | 3 h 52 min 58 s |
| 2.º | Maciej Paterski       | Wibatech Merx                                           | + 3 s           |
| 3.º | Sylwester Janiszewski | Voster ATS Team                                         | + 4 s           |
| 4.º | Jacopo Mosca          | D'Amico UM Tools                                        | + 6 s           |
| 5.º | Michał Paluta         | CCC Development                                         | + 7 s           |
| 6.º | Leonardo Bonifazio    | Sangemini-Trevigiani-MG.Kvis                            | + 8 s           |
| 7.º | Stanisław Aniołkowski | CCC Development                                         | + 8 s           |
| 8.º | Marvin Hammerschmid   | Sport.Land. Niederösterreich Selle SMP-St Rich Bikewear | + 9 s           |
| 9.º | Adrian Banaszek       | Voster ATS Team                                         | + 10 s          |
| 10.º | Kamil Zieliński       | Hurom BDC Development                                   | + 10 s          |

### 2.ª etapa A
| Busko-Zdrój - Busko-Zdrój | contrarreloj individual | (5 km) |

| \| Clasificación de la etapa \| Clasificación de la etapa \| Clasificación de la etapa \| Clasificación de la etapa \| Clasificación de la etapa \| \| Ciclista \| Ciclista \| Equipo \| Tiempo \| \| \| ------------------------- \| ------------------------- \| ------------------------- \| ------------------------- \| ------------------------- \| \| 1.º \| Szymon Tracz \| CCC Development \| 6 h 08 min 00 s \| \| \| 2.º \| Adrian Kurek \| Hurom BDC Development \| + 1 s \| \| \| 3.º \| Robert Kessler \| Team Lotto-Kern Haus \| + 3 s \| \| \| 4.º \| Karol Domagalski \| Hurom BDC Development \| + 4 s \| \| \| 5.º \| Piotr Brożyna \| CCC Development \| + 4 s \| \| \| 6.º \| Stanisław Aniołkowski \| CCC Development \| + 6 s \| \| \| 7.º \| Damian Papierski \| CCC Development \| + 7 s \| \| \| 8.º \| James Shaw \| SwiftCarbon Pro Cycling \| + 7 s \| \| \| 9.º \| Michał Paluta \| CCC Development \| + 7 s \| \| \| 10.º \| Adam Stachowiak \| Voster ATS Team \| + 8 s \| \| |                       |                         |                 |
| |                       |                         |                 |
| Fuente: ProCyclingStats |                       |                         |                 |
| Clasificación de la etapa |                       |                         |                 |
| Ciclista | Ciclista              | Equipo                  | Tiempo          |
| 1.º | Szymon Tracz          | CCC Development         | 6 h 08 min 00 s |
| 2.º | Adrian Kurek          | Hurom BDC Development   | + 1 s           |
| 3.º | Robert Kessler        | Team Lotto-Kern Haus    | + 3 s           |
| 4.º | Karol Domagalski      | Hurom BDC Development   | + 4 s           |
| 5.º | Piotr Brożyna         | CCC Development         | + 4 s           |
| 6.º | Stanisław Aniołkowski | CCC Development         | + 6 s           |
| 7.º | Damian Papierski      | CCC Development         | + 7 s           |
| 8.º | James Shaw            | SwiftCarbon Pro Cycling | + 7 s           |
| 9.º | Michał Paluta         | CCC Development         | + 7 s           |
| 10.º | Adam Stachowiak       | Voster ATS Team         | + 8 s           |

| \| Clasificación general \| Clasificación general \| Clasificación general \| Clasificación general \| Clasificación general \| \| Ciclista \| Ciclista \| Equipo \| Tiempo \| \| \| --------------------- \| --------------------- \| ----------------------- \| --------------------- \| --------------------- \| \| 1.º \| Grzegorz Stępniak \| Wibatech Merx \| 3 h 59 min 14 s \| \| \| 2.º \| Szymon Tracz \| CCC Development \| + 2 s \| \| \| 3.º \| Adrian Kurek \| Hurom BDC Development \| + 3 s \| \| \| 4.º \| Robert Kessler \| Team Lotto-Kern Haus \| + 5 s \| \| \| 5.º \| Stanisław Aniołkowski \| CCC Development \| + 6 s \| \| \| 6.º \| Karol Domagalski \| Hurom BDC Development \| + 6 s \| \| \| 7.º \| Piotr Brożyna \| CCC Development \| + 6 s \| \| \| 8.º \| Michał Paluta \| CCC Development \| + 6 s \| \| \| 9.º \| Jacopo Mosca \| D'Amico UM Tools \| + 8 s \| \| \| 10.º \| James Shaw \| SwiftCarbon Pro Cycling \| + 9 s \| \| |                       |                         |                 |
| |                       |                         |                 |
| Fuente: ProCyclingStats |                       |                         |                 |
| Clasificación general |                       |                         |                 |
| Ciclista | Ciclista              | Equipo                  | Tiempo          |
| 1.º | Grzegorz Stępniak     | Wibatech Merx           | 3 h 59 min 14 s |
| 2.º | Szymon Tracz          | CCC Development         | + 2 s           |
| 3.º | Adrian Kurek          | Hurom BDC Development   | + 3 s           |
| 4.º | Robert Kessler        | Team Lotto-Kern Haus    | + 5 s           |
| 5.º | Stanisław Aniołkowski | CCC Development         | + 6 s           |
| 6.º | Karol Domagalski      | Hurom BDC Development   | + 6 s           |
| 7.º | Piotr Brożyna         | CCC Development         | + 6 s           |
| 8.º | Michał Paluta         | CCC Development         | + 6 s           |
| 9.º | Jacopo Mosca          | D'Amico UM Tools        | + 8 s           |
| 10.º | James Shaw            | SwiftCarbon Pro Cycling | + 9 s           |

### 2.ª etapa B
| Morawica - Kazimierza Wielka | etapa escarpada | (120,1 km) |

| \| Clasificación de la etapa \| Clasificación de la etapa \| Clasificación de la etapa \| Clasificación de la etapa \| Clasificación de la etapa \| \| Ciclista \| Ciclista \| Equipo \| Tiempo \| \| \| ------------------------- \| ------------------------- \| ---------------------------- \| ------------------------- \| ------------------------- \| \| 1.º \| Maciej Paterski \| Wibatech Merx \| 2 h 49 min 14 s \| \| \| 2.º \| Grzegorz Stępniak \| Wibatech Merx \| + 0 s \| \| \| 3.º \| Sylwester Janiszewski \| Voster ATS Team \| + 0 s \| \| \| 4.º \| Patryk Stosz \| CCC Development \| + 0 s \| \| \| 5.º \| Leonardo Bonifazio \| Sangemini-Trevigiani-MG.Kvis \| + 0 s \| \| \| 6.º \| Michał Paluta \| CCC Development \| + 0 s \| \| \| 7.º \| Robert Kessler \| Team Lotto-Kern Haus \| + 0 s \| \| \| 8.º \| Stanisław Aniołkowski \| CCC Development \| + 0 s \| \| \| 9.º \| Vasili Byaliauski \| Minsk Cycling Club \| + 0 s \| \| \| 10.º \| James Shaw \| SwiftCarbon Pro Cycling \| + 0 s \| \| |                       |                              |                 |
| |                       |                              |                 |
| Fuente: ProCyclingStats |                       |                              |                 |
| Clasificación de la etapa |                       |                              |                 |
| Ciclista | Ciclista              | Equipo                       | Tiempo          |
| 1.º | Maciej Paterski       | Wibatech Merx                | 2 h 49 min 14 s |
| 2.º | Grzegorz Stępniak     | Wibatech Merx                | + 0 s           |
| 3.º | Sylwester Janiszewski | Voster ATS Team              | + 0 s           |
| 4.º | Patryk Stosz          | CCC Development              | + 0 s           |
| 5.º | Leonardo Bonifazio    | Sangemini-Trevigiani-MG.Kvis | + 0 s           |
| 6.º | Michał Paluta         | CCC Development              | + 0 s           |
| 7.º | Robert Kessler        | Team Lotto-Kern Haus         | + 0 s           |
| 8.º | Stanisław Aniołkowski | CCC Development              | + 0 s           |
| 9.º | Vasili Byaliauski     | Minsk Cycling Club           | + 0 s           |
| 10.º | James Shaw            | SwiftCarbon Pro Cycling      | + 0 s           |

| \| Clasificación general \| Clasificación general \| Clasificación general \| Clasificación general \| Clasificación general \| \| Ciclista \| Ciclista \| Equipo \| Tiempo \| \| \| --------------------- \| --------------------- \| ----------------------- \| --------------------- \| --------------------- \| \| 1.º \| Grzegorz Stępniak \| Wibatech Merx \| 6 h 48 min 24 s \| \| \| 2.º \| Szymon Tracz \| CCC Development \| + 6 s \| \| \| 3.º \| Adrian Kurek \| Hurom BDC Development \| + 7 s \| \| \| 4.º \| Maciej Paterski \| Wibatech Merx \| + 9 s \| \| \| 5.º \| Robert Kessler \| Team Lotto-Kern Haus \| + 9 s \| \| \| 6.º \| Stanisław Aniołkowski \| CCC Development \| + 10 s \| \| \| 7.º \| Karol Domagalski \| Hurom BDC Development \| + 10 s \| \| \| 8.º \| Michał Paluta \| CCC Development \| + 10 s \| \| \| 9.º \| Jacopo Mosca \| D'Amico UM Tools \| + 12 s \| \| \| 10.º \| James Shaw \| SwiftCarbon Pro Cycling \| + 13 s \| \| |                       |                         |                 |
| |                       |                         |                 |
| Fuente: ProCyclingStats |                       |                         |                 |
| Clasificación general |                       |                         |                 |
| Ciclista | Ciclista              | Equipo                  | Tiempo          |
| 1.º | Grzegorz Stępniak     | Wibatech Merx           | 6 h 48 min 24 s |
| 2.º | Szymon Tracz          | CCC Development         | + 6 s           |
| 3.º | Adrian Kurek          | Hurom BDC Development   | + 7 s           |
| 4.º | Maciej Paterski       | Wibatech Merx           | + 9 s           |
| 5.º | Robert Kessler        | Team Lotto-Kern Haus    | + 9 s           |
| 6.º | Stanisław Aniołkowski | CCC Development         | + 10 s          |
| 7.º | Karol Domagalski      | Hurom BDC Development   | + 10 s          |
| 8.º | Michał Paluta         | CCC Development         | + 10 s          |
| 9.º | Jacopo Mosca          | D'Amico UM Tools        | + 12 s          |
| 10.º | James Shaw            | SwiftCarbon Pro Cycling | + 13 s          |

### 3.ª etapa
| Radoszyce - Końskie | etapa escarpada | (151 km) |

| \| Clasificación de la etapa \| Clasificación de la etapa \| Clasificación de la etapa \| Clasificación de la etapa \| Clasificación de la etapa \| \| Ciclista \| Ciclista \| Equipo \| Tiempo \| \| \| ------------------------- \| ------------------------- \| ----------------------------- \| ------------------------- \| ------------------------- \| \| 1.º \| Maciej Paterski \| Wibatech Merx \| 3 h 35 min 49 s \| \| \| 2.º \| Stanisław Aniołkowski \| CCC Development \| + 0 s \| \| \| 3.º \| Leonardo Bonifazio \| Sangemini-Trevigiani-MG.Kvis \| + 0 s \| \| \| 4.º \| Sylwester Janiszewski \| Voster ATS Team \| + 0 s \| \| \| 5.º \| Robert Kessler \| Team Lotto-Kern Haus \| + 0 s \| \| \| 6.º \| Fabio Mazzucco \| Sangemini-Trevigiani-MG.Kvis \| + 0 s \| \| \| 7.º \| Filippo Zana \| Sangemini-Trevigiani-MG.K Vis \| + 0 s \| \| \| 8.º \| Jacob Scott \| SwiftCarbon Pro Cycling \| + 0 s \| \| \| 9.º \| James Shaw \| SwiftCarbon Pro Cycling \| + 0 s \| \| \| 10.º \| Jacopo Mosca \| D'Amico UM Tools \| + 0 s \| \| |                       |                               |                 |
| |                       |                               |                 |
| Fuente: ProCyclingStats |                       |                               |                 |
| Clasificación de la etapa |                       |                               |                 |
| Ciclista | Ciclista              | Equipo                        | Tiempo          |
| 1.º | Maciej Paterski       | Wibatech Merx                 | 3 h 35 min 49 s |
| 2.º | Stanisław Aniołkowski | CCC Development               | + 0 s           |
| 3.º | Leonardo Bonifazio    | Sangemini-Trevigiani-MG.Kvis  | + 0 s           |
| 4.º | Sylwester Janiszewski | Voster ATS Team               | + 0 s           |
| 5.º | Robert Kessler        | Team Lotto-Kern Haus          | + 0 s           |
| 6.º | Fabio Mazzucco        | Sangemini-Trevigiani-MG.Kvis  | + 0 s           |
| 7.º | Filippo Zana          | Sangemini-Trevigiani-MG.K Vis | + 0 s           |
| 8.º | Jacob Scott           | SwiftCarbon Pro Cycling       | + 0 s           |
| 9.º | James Shaw            | SwiftCarbon Pro Cycling       | + 0 s           |
| 10.º | Jacopo Mosca          | D'Amico UM Tools              | + 0 s           |

## Clasificaciones
Las clasificaciones finalizaron de la siguiente forma:

### Clasificación general
| \| Clasificación general \| Clasificación general \| Clasificación general \| Clasificación general \| Clasificación general \| \| Ciclista \| Ciclista \| Equipo \| Tiempo \| \| \| --------------------- \| --------------------- \| ----------------------- \| --------------------- \| --------------------- \| \| 1.º \| Maciej Paterski \| Wibatech Merx \| 10 h 24 min 09 s \| \| \| 2.º \| Grzegorz Stępniak \| Wibatech Merx \| + 2 s \| \| \| 3.º \| Stanisław Aniołkowski \| CCC Development \| + 8 s \| \| \| 4.º \| Szymon Tracz \| CCC Development \| + 10 s \| \| \| 5.º \| Adrian Kurek \| Hurom BDC Development \| + 11 s \| \| \| 6.º \| Robert Kessler \| Team Lotto-Kern Haus \| + 13 s \| \| \| 7.º \| Karol Domagalski \| Hurom BDC Development \| + 14 s \| \| \| 8.º \| Michał Paluta \| CCC Development \| + 14 s \| \| \| 9.º \| Jacopo Mosca \| D'Amico UM Tools \| + 16 s \| \| \| 10.º \| James Shaw \| SwiftCarbon Pro Cycling \| + 17 s \| \| |                       |                         |                  |
| |                       |                         |                  |
| Fuente: ProCyclingStats |                       |                         |                  |
| Clasificación general |                       |                         |                  |
| Ciclista | Ciclista              | Equipo                  | Tiempo           |
| 1.º | Maciej Paterski       | Wibatech Merx           | 10 h 24 min 09 s |
| 2.º | Grzegorz Stępniak     | Wibatech Merx           | + 2 s            |
| 3.º | Stanisław Aniołkowski | CCC Development         | + 8 s            |
| 4.º | Szymon Tracz          | CCC Development         | + 10 s           |
| 5.º | Adrian Kurek          | Hurom BDC Development   | + 11 s           |
| 6.º | Robert Kessler        | Team Lotto-Kern Haus    | + 13 s           |
| 7.º | Karol Domagalski      | Hurom BDC Development   | + 14 s           |
| 8.º | Michał Paluta         | CCC Development         | + 14 s           |
| 9.º | Jacopo Mosca          | D'Amico UM Tools        | + 16 s           |
| 10.º | James Shaw            | SwiftCarbon Pro Cycling | + 17 s           |

### Clasificación por puntos
| Clasificación por puntos | Clasificación por puntos | Clasificación por puntos     | Clasificación por puntos | Clasificación por puntos |
| Ciclista                 | Ciclista                 | Equipo                       | Puntos                   |                          |
| ------------------------ | ------------------------ | ---------------------------- | ------------------------ | ------------------------ |
| 1.º                      | Maciej Paterski          | Wibatech Merx                | 64 pts                   |                          |
| 2.º                      | Sylwester Janiszewski    | Voster ATS Team              | 55 pts                   |                          |
| 3.º                      | Leonardo Bonifazio       | Sangemini-Trevigiani-MG.Kvis | 48 pts                   |                          |
| 4.º                      | Robert Kessler           | Team Lotto-Kern Haus         | 43 pts                   |                          |
| 5.º                      | Stanisław Aniołkowski    | CCC Development              | 42 pts                   |                          |
| 6.º                      | Grzegorz Stępniak        | Wibatech Merx                | 41 pts                   |                          |
| 7.º                      | Roman Maikin             | Minsk Cycling Club           | 35 pts                   |                          |
| 8.º                      | Kamil Zieliński          | Hurom BDC Development        | 35 pts                   |                          |
| 9.º                      | Jacopo Mosca             | D'Amico UM Tools             | 34 pts                   |                          |
| 10.º                     | Patryk Stosz             | CCC Development              | 26 pts                   |                          |

### Clasificación de la montaña
| Clasificación de la montaña | Clasificación de la montaña | Clasificación de la montaña | Clasificación de la montaña | Clasificación de la montaña |
| Ciclista                    | Ciclista                    | Equipo                      | Puntos                      |                             |
| --------------------------- | --------------------------- | --------------------------- | --------------------------- | --------------------------- |
| 1.º                         | Stephen Bradbury            | SwiftCarbon Pro Cycling     | 28 pts                      |                             |
| 2.º                         | Artur Detko                 | Hurom BDC Development       | 20 pts                      |                             |
| 3.º                         | Mateusz Grabis              | Voster ATS Team             | 14 pts                      |                             |
| 4.º                         | Jacob Scott                 | SwiftCarbon Pro Cycling     | 11 pts                      |                             |
| 5.º                         | Patryk Stosz                | CCC Development             | 6 pts                       |                             |
| 6.º                         | Patrik Tybor                | Dukla Banská Bystrica       | 4 pts                       |                             |
| 7.º                         | James Shaw                  | SwiftCarbon Pro Cycling     | 2 pts                       |                             |
| 8.º                         | Mateusz Taciak              | Voster ATS Team             | 2 pts                       |                             |
| 9.º                         | Ramis Dinmukhametov         | Astana City                 | 2 pts                       |                             |
| 10.º                        | Jacopo Mosca                | D'Amico UM Tools            | 1 pt                        |                             |

### Clasificación sub-23
| Clasificación sub-23 | Clasificación sub-23  | Clasificación sub-23          | Clasificación sub-23 | Clasificación sub-23 |
| Ciclista             | Ciclista              | Equipo                        | Tiempo               |                      |
| -------------------- | --------------------- | ----------------------------- | -------------------- | -------------------- |
| 1.º                  | Stanisław Aniołkowski | CCC Development               | 10 h 24 min 17 s     |                      |
| 2.º                  | Szymon Tracz          | CCC Development               | + 2 s                |                      |
| 3.º                  | Ben Hardy             | SwiftCarbon Pro Cycling       | + 13 s               |                      |
| 4.º                  | Jan Kuhn              | Team Lotto-Kern Haus          | + 16 s               |                      |
| 5.º                  | Daniel Staniszewski   | Pogoń Mostostal Puławy        | + 18 s               |                      |
| 6.º                  | Filippo Zana          | Sangemini-Trevigiani-MG.K Vis | + 18 s               |                      |
| 7.º                  | Fabio Mazzucco        | Sangemini-Trevigiani-MG.Kvis  | + 28 s               |                      |
| 8.º                  | Lukas Märkl           | Team Lotto-Kern Haus          | + 30 s               |                      |
| 9.º                  | Frederik Rasmann      | Team Lotto-Kern Haus          | + 36 s               |                      |
| 10.º                 | Tomas Barta           | Pardus-Tufo Prostejov         | + 39 s               |                      |

### Clasificación por equipos
| Clasificación por equipos | Clasificación por equipos    | Clasificación por equipos | Clasificación por equipos |
| Equipo                    | Equipo                       | Tiempo                    |                           |
| ------------------------- | ---------------------------- | ------------------------- | ------------------------- |
| 1.º                       | CCC Development Team         | 31 h 13 min 07 s          |                           |
| 2.º                       | Hurom BDC Development        | + 10 s                    |                           |
| 3.º                       | SwiftCarbon Pro Cycling      | + 21 s                    |                           |
| 4.º                       | Lotto-Kern-Haus              | + 22 s                    |                           |
| 5.º                       | Voster ATS Team              | + 30 s                    |                           |
| 6.º                       | Sangemini-Trevigiani-MG.Kvis | + 50 s                    |                           |
| 7.º                       | Astana City                  | + 1 min 04 s              |                           |
| 8.º                       | Minsk Cycling Club           | + 1 min 10 s              |                           |
| 9.º                       | Wibatech Merx                | + 1 min 14 s              |                           |
| 10.º                      | Dukla Banská Bystrica        | + 1 min 32 s              |                           |

## Evolución de las clasificaciones
| Etapa                   | Vencedor                | Clasificación general | Clasificación por puntos | Clasificación de la montaña | Clasificación de los jóvenes | Clasificación por equipos |
| ----------------------- | ----------------------- | --------------------- | ------------------------ | --------------------------- | ---------------------------- | ------------------------- |
| 1.ª                     | Grzegorz Stępniak       | Grzegorz Stępniak     | Maciej Paterski          | Jacob Scott                 | Stanisław Aniołkowski        | Wibatech Merx 7R          |
| 2.ª A                   | Szymon Tracz            | Grzegorz Stępniak     | Maciej Paterski          | Mateusz Taciak              | Szymon Tracz                 | CCC Development           |
| 2.ª B                   | Maciej Paterski         | Grzegorz Stępniak     | Maciej Paterski          | Jacob Scott                 | Szymon Tracz                 | CCC Development           |
| 3.ª                     | Maciej Paterski         | Maciej Paterski       | Maciej Paterski          | Stephen Bradbury            | Stanisław Aniołkowski        | CCC Development           |
| Clasificaciones finales | Clasificaciones finales | Maciej Paterski       | Maciej Paterski          | Stephen Bradbury            | Stanisław Aniołkowski        | CCC Development           |

## UCI World Ranking
La carrera ciclista Wyścig Mjr. Hubala-Sante Tour otorgó puntos para el UCI World Ranking para corredores de los equipos en las categorías UCI WorldTeam, Profesional Continental y Equipos Continentales. Las siguientes tablas muestran el baremo de puntuación y los 10 corredores que obtuvieron más puntos:
| Posición              | 1.º | 2.º | 3.º | 4.º | 5.º | 6.º | 7.º | 8.º | 9.º | 10.º | 11.º | 12.º | 13.º-15.º | 16.º-25.º |
| Clasificación general | 125 | 85  | 70  | 60  | 50  | 40  | 35  | 30  | 25  | 20   | 15   | 10   | 5         | 3         |
| Por etapa             | 14  | 5   | 3   |     |     |     |     |     |     |      |      |      |           |           |
| Líder                 | 3   |     |     |     |     |     |     |     |     |      |      |      |           |           |

| Clasificación |                       |                  |         |       |       |       |
| Posición      | Ciclista              | Equipo           | General | Etapa | Líder | Total |
| ------------- | --------------------- | ---------------- | ------- | ----- | ----- | ----- |
| 1.º           | Maciej Paterski       | Wibatech Merx    | 125     | 31    | -     | 156   |
| 2.º           | Grzegorz Stępniak     | Wibatech Merx    | 85      | 19    | 9     | 113   |
| 3.º           | Stanisław Aniołkowski | CCC Development  | 70      | 5     | -     | 75    |
| 4.º           | Szymon Tracz          | CCC Development  | 60      | 14    | -     | 74    |
| 5.º           | Adrian Kurek          | Hurom            | 50      | 5     | -     | 55    |
| 6.º           | Robert Kessler        | Lotto-Kern Haus  | 40      | 3     | -     | 43    |
| 7.º           | Karol Domagalski      | Hurom            | 35      | -     | -     | 35    |
| 8.º           | Michał Paluta         | CCC Development  | 30      | -     | -     | 30    |
| 9.º           | Jacopo Mosca          | D'Amico UM Tools | 25      | -     | -     | 25    |
| 10.º          | James Shaw            | SwiftCarbon      | 20      | -     | -     | 20    |